# Saint-Michel-de-Feins
Saint-Michel-de-Feins là một xã của tỉnh Mayenne, thuộc vùng Pays de la Loire, tây bắc nước Pháp.